# Chōkūkan Night: Pro Yakyū King 2
Chōkūkan Night: Pro Yakyū King 2 (超空間ナイター　プロ野球キング2) est un jeu vidéo de baseball sorti en 1999 sur Nintendo 64. Le jeu est développé par Genki et édité par Imagineer.
Le jeu sort uniquement au Japon et est la suite de Chōkūkan Night: Pro Yakyū King.